# 解放路街道 (新乡市)
解放路街道，是中华人民共和国河南省新乡市卫滨区下辖的一个乡镇级行政单位。

## 行政区划
解放路街道下辖以下地区：
崇信社区、崇智社区、怡园社区和姜南社区。